# Metro Cebu
Metro Cebu – główny obszar metropolitalny w filipińskiej prowincji Cebu. Zajmuje 20% powierzchni lądu i 60% (według stanu na 2007 rok) tejże prowincji. Leży w centrum regionu Central Visayas i posiada 13 miast i gmin. Ludność: 2 314 897 (2007).

## Miasta i gminy
7 miast i 6 gmin:
| Miasto       | Populacja¹ | Powierzchnia (km²) | Gęstość zaludnienia (na 1 km²) |
| ------------ | ---------- | ------------------ | ------------------------------ |
| Carcar       | 100 632    | 96,10              | 1 047,16                       |
| Cebu City    | 798 809    | 279,45             | 2 858,50                       |
| Danao        | 109 354    | 107 30             | 1 019,14                       |
| Lapu-Lapu    | 292 530    | 59,23              | 4 938,88                       |
| Mandaue      | 318 575    | 28,88              | 11 030,99                      |
| Naga         | 95 163     | 98,24              | 968,68                         |
| Talisay      | 179 359    | 42,22              | 4 248,20                       |
| Gmina        | Ludność¹   | Powierzchnia (km²) | Gęstość zaludnienia (na 1 km²) |
| Compostela   | 39 167     | 68,90              | 568,46                         |
| Consolacion  | 87 544     | 42,05              | 2 081,90                       |
| Cordova      | 45 066     | 8,46               | 5 326,95                       |
| Liloan       | 92 181     | 45,09              | 2 044,38                       |
| Minglanilla  | 101 585    | 48,97              | 2 074,43                       |
| San Fernando | 54 932     | 74,05              | 741,82                         |

## Ludzie

### Pochodzenie
Mieszkańcy nazywani są Cebuanami i pochodzą od Malajów. Mniejszościami są osoby pochodzenia europejskiego, chińskiego i pozostałych filipińskich grup etnicznych.

### Języki
Jedynym oficjalnym językiem jest cebuański, lecz wiele osób mówi także angielskim, tagalog, hiszpańskim i dialektami wizajańskimi.

## Szkoły wyższe
- University of San Carlos (1595)
- University of San Jose - Recoletos (1947)
- University of the Philippines, Visayas - Cebu College (1918)
- Cebu Normal University (1915)
- Cebu Doctors' University (1975)
- Southwestern University (1946)
- University of Cebu (1964)
- University of the Visayas (1919)
- Velez College (1957)
- Cebu Institute of Technology (1946)
- University of Southern Philippines Foundation (1927)
- Don Bosco Technology Center (1954)
- Asian College of Technology (1988)
- Cebu Technological University

### Airport
- Mactan Cebu International Airport – jedyny międzynarodowy port lotniczy, jest położony w mieście Lapu-Lapu.